# Wooden Canoe Heritage Association

Logo der WCHA

Die Wooden Canoe Heritage Association, kurz WCHA, ist eine 1979 gegründete gemeinnützige Vereinigung für den Erhalt und Restaurierung historischer Holzkanus, der Datensicherung und Erforschung deren Geschichte, sowie den Bau und die Pflege neuer Boote. Die Vereinigung hat weltweit rund 2000 Mitglieder, die Mehrzahl davon in den USA und Kanada. Ihren Sitz hat die Vereinigung in Tamworth, New Hampshire. 

## Struktur
Die WCHA unterteilt sich in mehrere regionale Chapter. Die Chapter sind als eigenständige Vereine aufgebaut, die unter den Leitlinien der WCHA agieren. Sie orientieren sich in ihrer Lage und Ausdehnung an Kanugewässern und nicht an Landes- oder Staatsgrenzen. So umfasst z. B. das Northwest Chapter den Pazifik-Küstenbereich der nördlichen USA und Kanada. Von den 18 eingetragenen Chapters befindet sich nur ein einziges außerhalb Nordamerikas, nämlich in England.
Einzelmitgliedschaften direkt bei der WCHA sind möglich und außerhalb Nordamerikas aufgrund der Chapter-Struktur üblich.

### Chapter der WCHA
- „Canada / Northern Lakes“ in Ontario, Kanada
- „Delaware Valley“ in Pennsylvania, USA
- „England“ in England, Großbritannien
- „Great Rivers“ in Wisconsin und Illinois, USA
- „Indiana“ in Indiana, USA
- „Michigan“ in Michigan, USA
- „Michigan Upper Peninsula“ in Michigan, USA
- „Minnesota“ in Minnesota, USA
- „Northeast“ in Maine, USA
- „Northwest“ in Oregon und Washington, USA, sowie British Columbia, Kanada
- „Norumbega“ in Massachusetts, USA
- „Southeast“ in Florida, USA
- „Southwest“ in Kalifornien, USA
- „Three Rivers Chapter“ in Pennsylvania, USA
- „Upper Chesapeake“ in Maryland, USA
- „Valley of the Meramec Chapter“ in Missouri, USA
- „Western New York“ in New York, USA
- „Wisconsin“ in Wisconsin, USA

## Aktivität
Im Zusammenhang mit der Dokumentation historischer Boote und Hersteller pflegt die WCHA ein Archiv mit umfangreichen Angaben der Hersteller wie z. B. Old Town, Chestnut oder Willits. Bei mehreren hunderttausend historischen Kanus ist so die Produktionsgeschichte verfügbar und interessierten Personen zugänglich.
Die WCHA bringt sechsmal im Jahr ihre Mitgliederzeitschrift Wooden Canoe heraus, mit Berichten über Bau, Pflege und Restaurierung von Holzkanus, Kanufahrten und (historischer) Ausrüstung. Daneben unterhalten einige chapter eine eigene Mitgliederzeitschrift.
Die WCHA hat jährlich im Juli ihr „Annual Assembly“ genanntes Gesamttreffen. 2009 finder das Jubiläumstreffen zum dreißigjährigen Bestehen der WCHA mit dem Schwerpunktthema Kanusegeln am Keuka Lake, einem der „Finger Lakes“ im Bundesstaat New York, statt. Die einzelnen chapter haben ein oder mehrere regionale Großveranstaltungen im Jahr.